# Skessufjall
Skessufjall är ett berg i republiken Island. Det ligger i regionen Norðurland eystra, 280 km nordost om huvudstaden Reykjavík. Toppen på Skessufjall är 525 meter över havet.
Trakten runt Skessufjall är nära nog obefolkad, med mindre än två invånare per kvadratkilometer. Närmaste större samhälle är Húsavík, omkring 17 kilometer öster om Skessufjall. Trakten runt Skessufjall består i huvudsak av gräsmarker.